# Albert Town
Albert Town är en ort i Jamaica.   Den ligger i parishen Trelawny, i den centrala delen av landet, 90 km väster om huvudstaden Kingston. Albert Town ligger 622 meter över havet och antalet invånare är 3 449. Den ligger på ön Jamaica.
Terrängen runt Albert Town är kuperad. Runt Albert Town är det ganska tätbefolkat, med 134 invånare per kvadratkilometer. Närmaste större samhälle är Coleyville, 10,3 km söder om Albert Town. I omgivningarna runt Albert Town växer i huvudsak städsegrön lövskog.